# Alan Arario
Alan Cristian Arario (Buenos Aires, Argentina; 1 de abril de 1995) es un futbolista argentino. Juega de extremo izquierdo mediocampista y su equipo actual es el Nardó A.C  de la tercera división del fútbol italiano

## Trayectoria
Se inició en las inferiores de River Plate, hasta la categoría de novena división, con 14 años fue llevado al Atlético de Madrid durante 2 años. Luego regresó al equipo de Núñez, debutando en la reserva con 16 años. A los 18 decidió no renovar, llegando a la institución italiana AS Roma por el periodo de seis meses.
Fue traspasado a Vélez Sarsfield, debutando contra Club Atlético Temperley por el torneo clausura 2015. finalmente en junio de 2016 llega a la institución de México Dorados de Sinaloa, con 21 años, donde fue campeón del Apertura 2016 con un gol en su haber.

### Clubes
| Club                     | País      | Año         |
| ------------------------ | --------- | ----------- |
| River Plate (Inferiores) | Argentina |             |
| Atlético de Madrid       | España    | 2012        |
| A. S. Roma               | Italia    | 2014        |
| Vélez Sarsfield          | Argentina | 2015        |
| Dorados de Sinaloa       | México    | 2016 - 2017 |
| Palestino                | Chile     | 2017        |

### Estadísticas
| Club | Temporada                 | Liga                | Liga                | Liga                | Copas nacionales | Copas Internacionales |
| ---- | ------------------------- | ------------------- | ------------------- | ------------------- | ---------------- | --------------------- |
| Club | Temporada                 |                     | PJ                  | G                   | PJ               |                       |
| Club | Vélez Sarsfield Argentina |                     |                     |                     |                  |                       |
| Club | 2015                      | 6                   | 0                   |                     |                  |                       |
| Club | Total                     |                     | 1                   | 0                   |                  |                       |
| Club | Total en su carrera       | Total en su carrera | Total en su carrera | Total en su carrera | 25               | 0                     |

| Club | Temporada                | liga  | liga |   | copas nacionales |
| ---- | ------------------------ | ----- | ---- | - | ---------------- |
| Club | Temporada                |       | PJ   | G | PJ               |
| Club | Dorados de México México | 2016  | 15   | 1 | 4                |
| Club | Dorados de México México | TOTAL |      | 1 | 15               |

PALMARES
| Título       | Club            | País   | Año           |
| ------------ | --------------- | ------ | ------------- |
| 2.Ascenso MX | Dorados Sinaloa | México | Apertura 2016 |